# Brestovec (okres Komárno)
Brestovec (maďarsky Szilas) je obec na Slovensku v okrese Komárno. Na konci roku 2014 zde žilo 504 obyvatel. První písemná zmínka o obci pochází z roku 1327.